# Oakdale (Minnesota)
Oakdale és una població dels Estats Units a l'estat de Minnesota. Segons el cens del 2000 tenia 26.653 habitants.

## Demografia
Segons el cens del 2000, Oakdale tenia 26.653 habitants, 10.243 habitatges, i 7.129 famílies. La densitat de població era de 929,6 habitants per km².
Dels 10.243 habitatges en un 38,5% hi vivien nens de menys de 18 anys, en un 55,2% hi vivien parelles casades, en un 11,1% dones solteres, i en un 30,4% no eren unitats familiars. En el 25,2% dels habitatges hi vivien persones soles el 7,2% de les quals corresponia a persones de 65 anys o més que vivien soles. El nombre mitjà de persones vivint en cada habitatge era de 2,59 i el nombre mitjà de persones que vivien en cada família era de 3,14.
Per edats la població es repartia de la següent manera: un 29% tenia menys de 18 anys, un 7,2% entre 18 i 24, un 34,6% entre 25 i 44, un 20,7% de 45 a 60 i un 8,4% 65 anys o més.
L'edat mediana era de 34 anys. Per cada 100 dones de 18 o més anys hi havia 87 homes.
La renda mediana per habitatge era de 56.299 $ i la renda mediana per família de 66.680 $. Els homes tenien una renda mediana de 42.371 $ mentre que les dones 32.343 $. La renda per capita de la població era de 24.107 $. Entorn del 2,9% de les famílies i el 3,6% de la població estaven per davall del llindar de pobresa.

## Poblacions més properes
El següent diagrama mostra les poblacions més properes.